# Christophe Lévêque
Christophe Lévêque (ur. 11 lutego 1973 w Saint-Ouen) – francuski kolarz BMX, sześciokrotny medalista mistrzostw świata.

## Kariera
Pierwszy sukces w karierze Christophe Lévêque osiągnął w 1997 roku, kiedy zdobył złoty w kategorii cruiser podczas mistrzostw świata w Saskatoon. W zawodach tych wyprzedził bezpośrednio dwóch Brytyjczyków: Neala Wooda oraz Dale’a Holmesa. Na tych samych mistrzostwach był czwarty w kategorii elite, przegrywając walkę o podium z Amerykaninem Mattem Hadanem. Na rozgrywanych rok później mistrzostwach świata w Melbourne obronił tytuł z Saskatoon, a podczas mistrzostw w Vallet w 1999 roku był ponownie pierwszy w cruiserze i drugi w wyścigu elite (za Robertem De Wilde z Holandii). Na mistrzostwach świata w Córdobie w 2000 roku nie zdołał po raz kolejny obronić tytułu (w cruiserze był ósmy), ale zdobył srebrny medal w wyścigu elite, ulegając tylko swemu rodakowi Thomasowi Allierowi. Ostatni medal wywalczył podczas rozgrywanych w 2001 roku mistrzostw świata w Louisville, zdobywając swój czwarty złoty medal w cruiserze. Pozostałe miejsca na podium zajęli Dale Holmes oraz Randy Stumpfhauser z USA. Brał także udział w mistrzostwach świata w Perth, zajmując piątą pozycję w kategorii elite.